# 翼果
翼果（）または翅果（）（英: samara, key, key fruit）とは、果実の型の1つであり、果皮の一部が翼状に発達したものである（図1）。成熟した状態で果皮は乾燥している乾果であり、また果実が成熟しても裂開しない閉果でもある。翼果は、風によって散布される。ユリノキやフサザクラ、シラカンバ、ニレ、カエデ、ニワウルシ、トネリコなどに見られる。

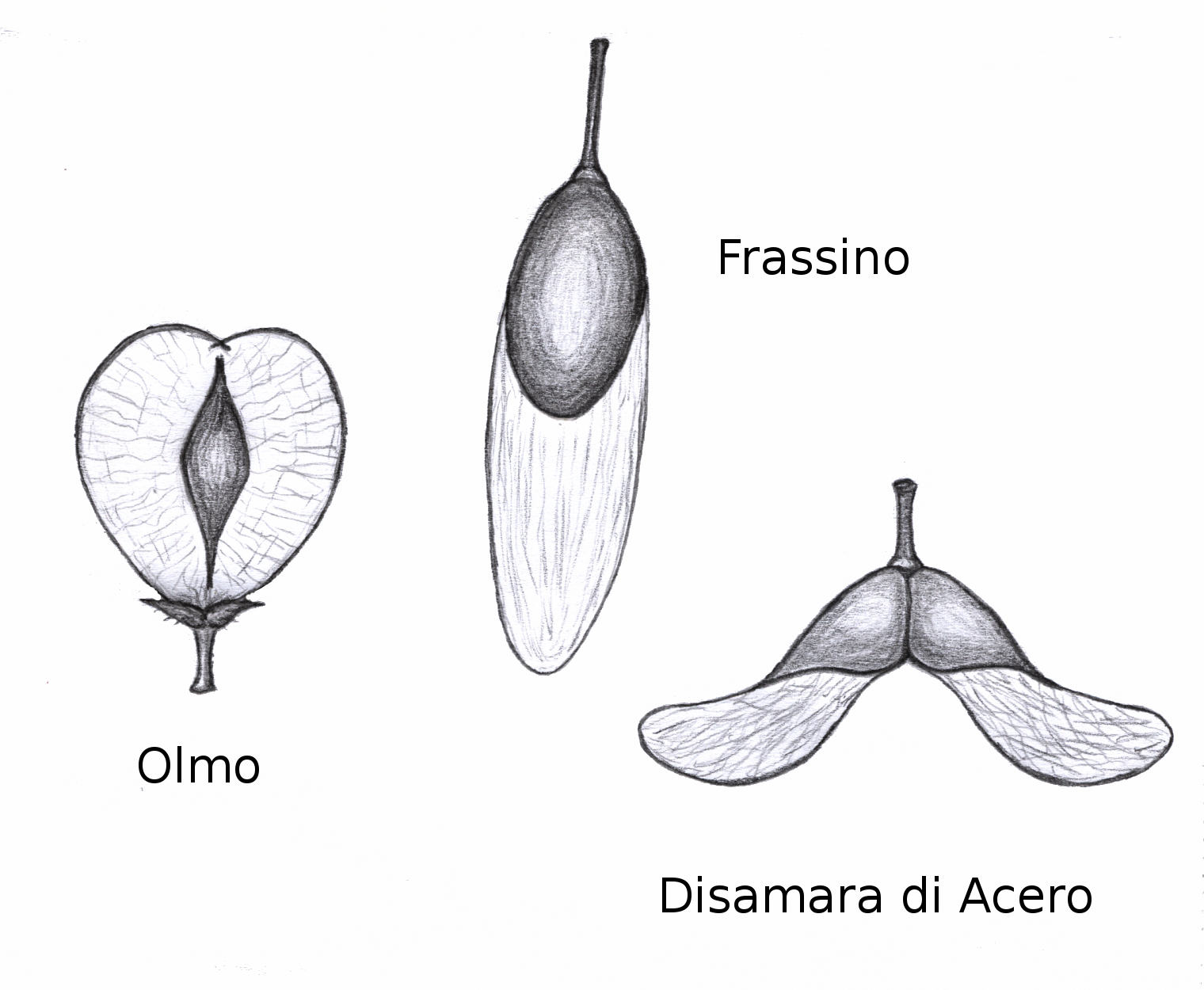
1.（左から）ニレ、トネリコ、カエデの翼果

狭義の翼果には含まれないが、果皮以外の果実の付属物（萼や苞）が翼状になった例はイタドリ、ツクバネウツギ、サワグルミ、シナノキ、ツクバネなどに見られる。

## 定義
成熟した状態で果皮は乾燥しており裂開せず、果皮の一部が薄く発達した翼（wing）となっている果実は、翼果（または翅果）とよばれる。基本的に翼果は、翼があることで回転しながら落下して滞空時間が長くなり、その間に風で運ばれる。ユリノキ属（モクレン科）、フサザクラ（フサザクラ科; 下図2a）、クロヅル（ニシキギ科）、Pterolobium（マメ科）、カバノキ属（カバノキ科; 下図2b）、ニレ属（ニレ科; 下図2c）、Ptelea（ミカン科）、カエデ属（ムクロジ科; 下図2d）、ニワウルシ（ニガキ科）、トチュウ（トチュウ科）、トネリコ属（モクセイ科; 下図2e）などに見られる。カエデ属やニワウルシの果実は複数に分離して散布されるため、翼果であると同時に分離果でもあり、分離翼果ともよばれる。
ユリノキ属（モクレン科）は1個の花に多数の雌しべをもつが、この雌しべがそれぞれ翼果となる。そのため多数の翼果が密集した集合果（samaretum）を形成する（下図3a）。
ふつう翼果に含まれることはないが、ほかにも果皮が翼となる例がある。セリ科の植物がつくる2心皮性の果実は2つに分離するため分離果（特に双懸果）とされるが、アシタバ、ハナウド、シラネセンキュウなどでは分離した個々の分果の縁辺が薄く翼状になっている（下図3b）。ハリエンジュ（ニセアカシア; マメ科）の果実は豆果であり、果皮（さや）が2片に分かれるが、それぞれ種子がついた状態で風を受けて散布される（下図3c）。またアオギリ（アオイ科）の雌しべは5心皮が合着してできているが、花後に心皮が互いに離れ（そのため分離果でもある）、さらに早い段階で裂開し、種子が心皮の縁についた状態で成熟し（下図3d）、種子をつけた心皮が風に吹かれて散布される。
上記のように翼果は果皮が翼状になったものに限るため、ふつう翼果には含まれないが、花被や苞など果実の付属物が翼状になっている例もある。このような果実は、内花被が翼状になるスイバ（下図4a）やイタドリ（タデ科）、萼が翼状になるフタバガキ（フタバガキ科; 下図4b）やツクバネウツギ（スイカズラ科）、苞が翼状になるサワグルミ（クルミ科; 下図4c）、イヌシデ（カバノキ科）、カラハナソウ（アサ科）、シナノキ（アオイ科; 下図4d）、ツクバネ（ビャクダン科; 下図4e）、オトコエシ（スイカズラ科）などに見られる。このような果実は pseudosamara（"偽の翼果"）とも表記される。 

## ギャラリー

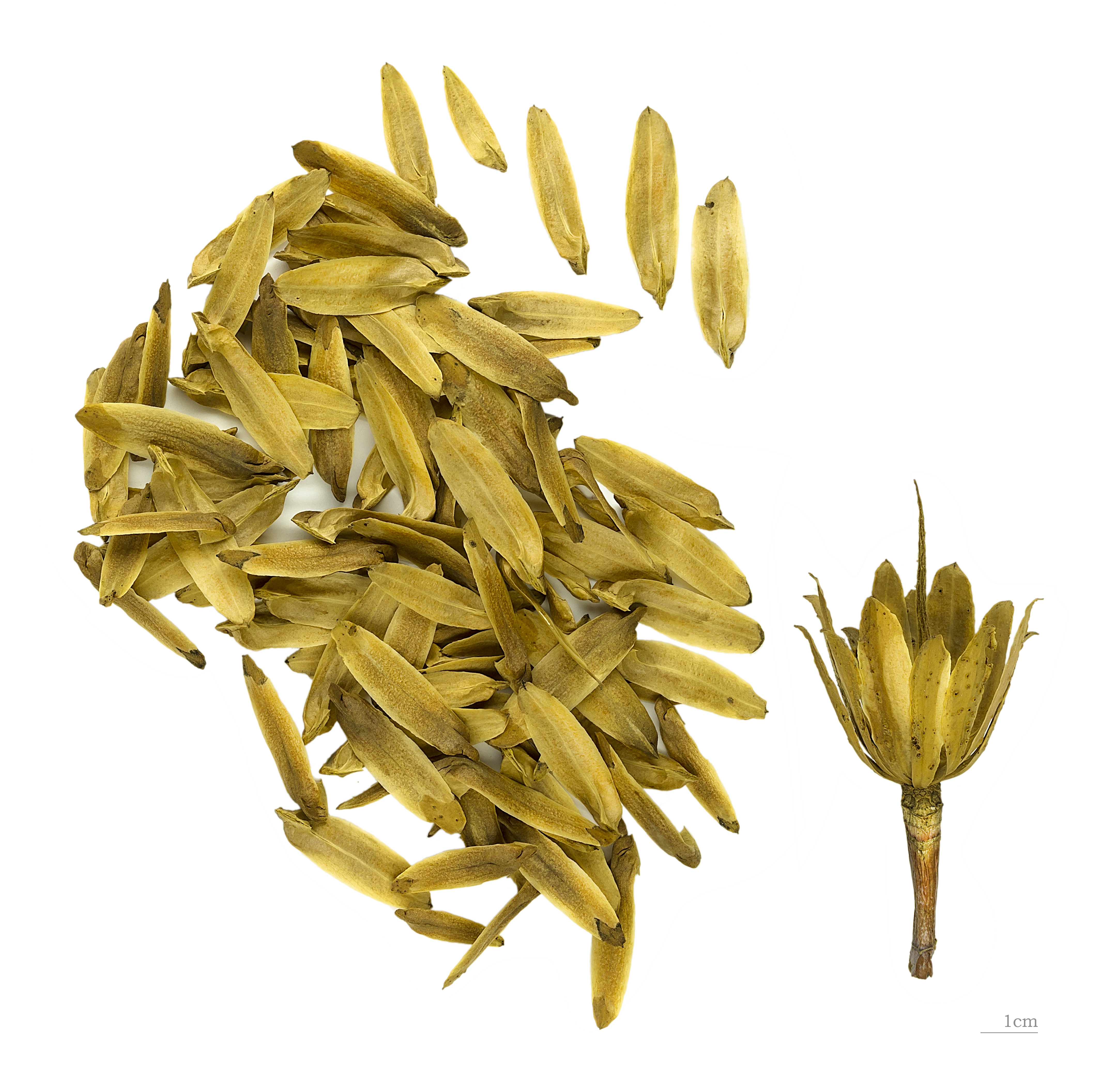
ユリノキ（モクレン科）の翼果
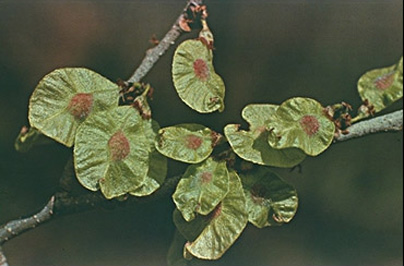
Ulmus rubra（ニレ科）の翼果
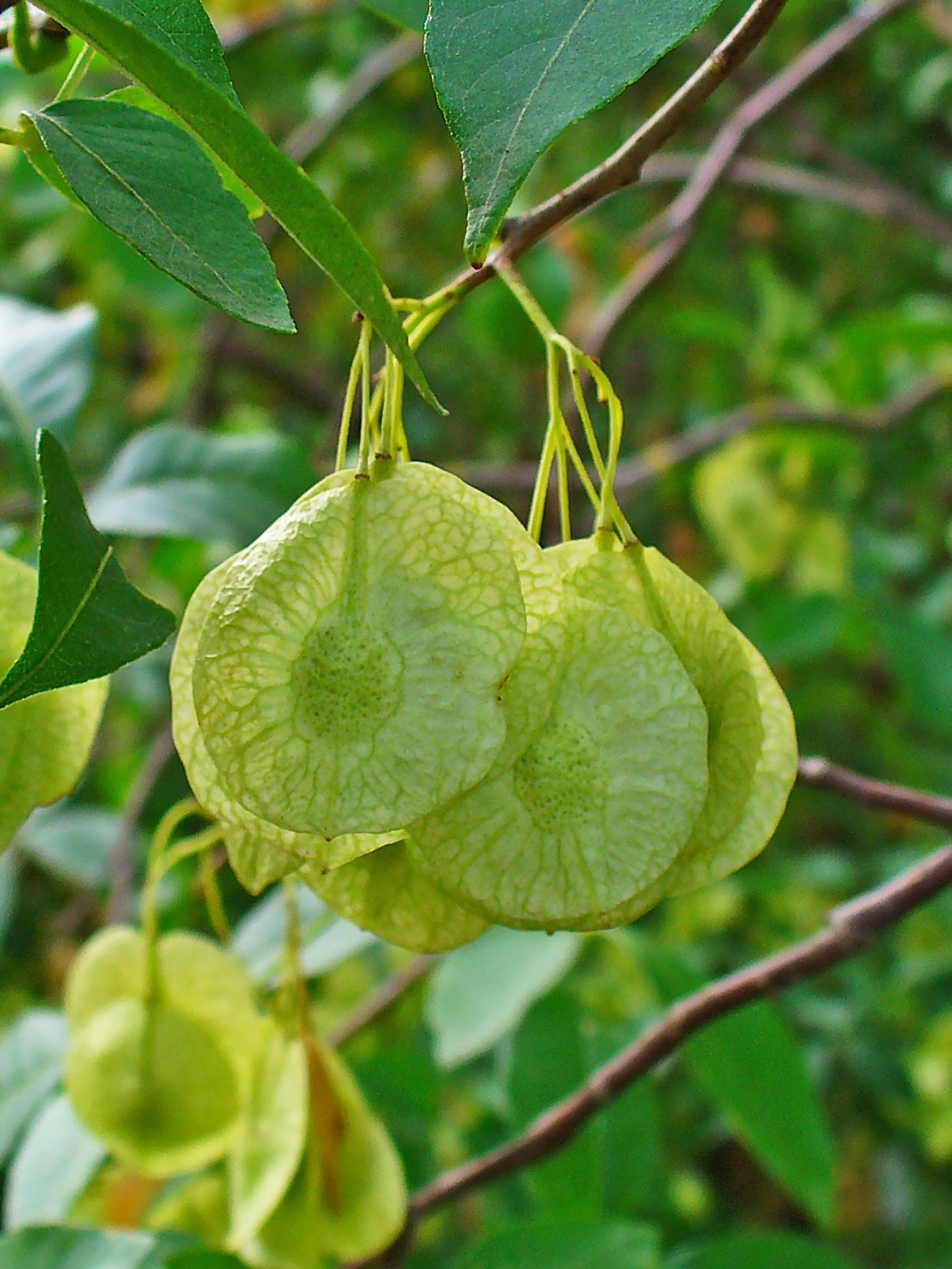
Ptelea trifoliata（ミカン科）の翼果
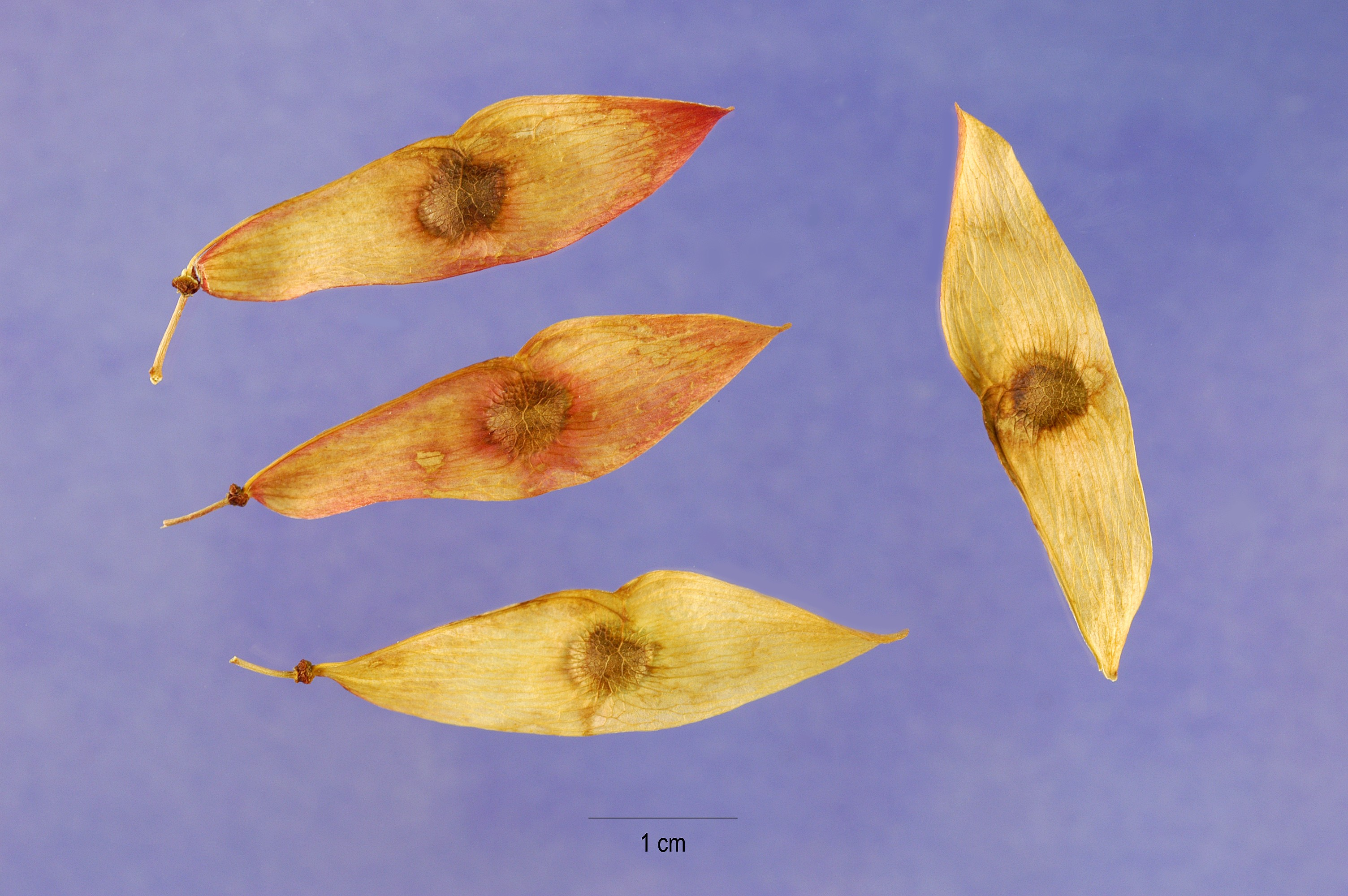
ニワウルシ（ニガキ科）の翼果
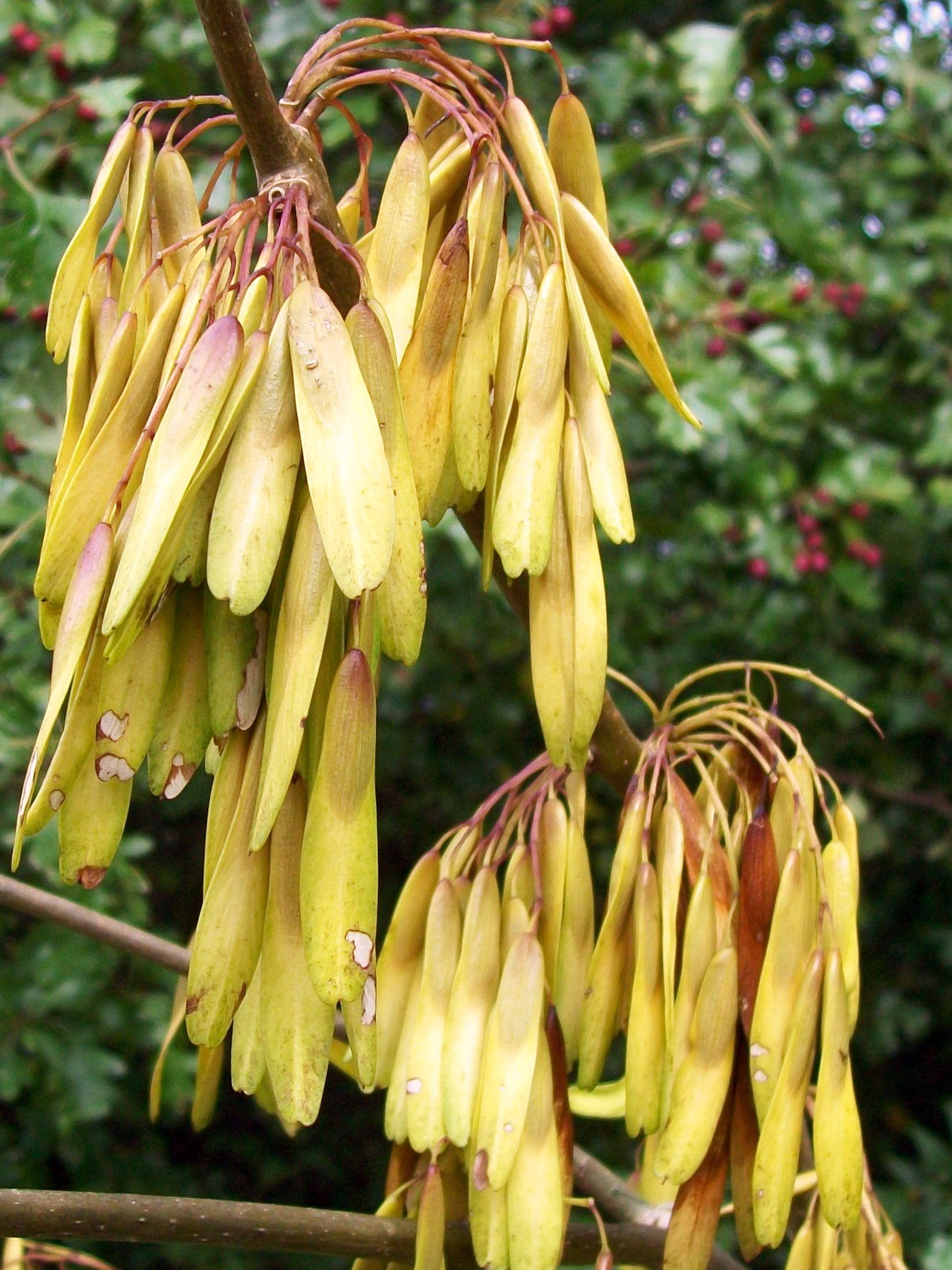
セイヨウトネリコ（モクセイ科）の翼果
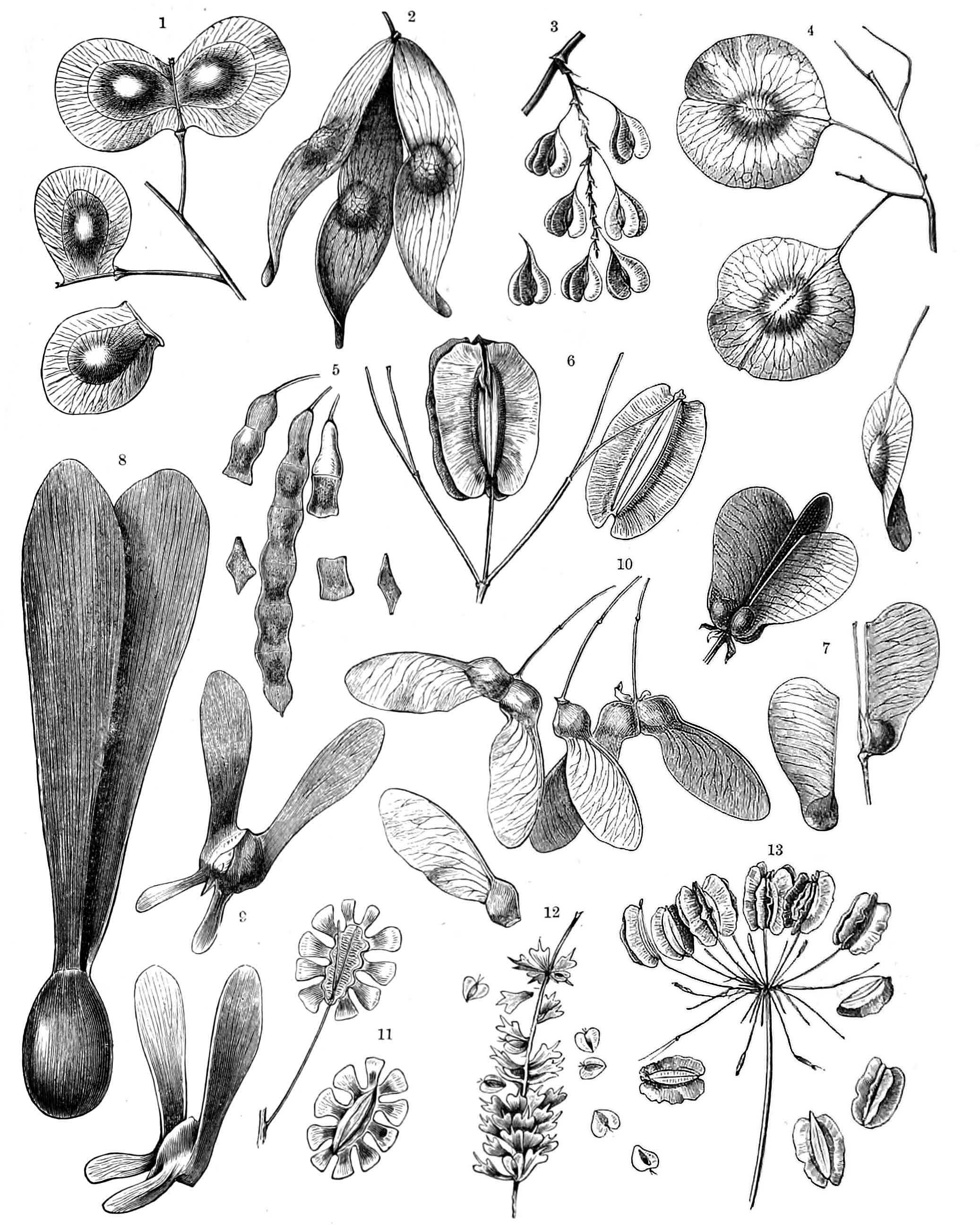
いろいろな翼果